# Дякове (пункт контролю)
48°0′58″ пн. ш. 22°59′45″ сх. д. / 48.01611° пн. ш. 22.99583° сх. д.
Дя́кове — пункт пропуску через державний кордон України на кордоні з Румунією.
Розташований у Закарпатській області, Виноградівський район, поблизу села Неветленфолу на автошляху E58, із яким збігається М26 та E81. З румунського боку знаходиться пункт пропуску «Халмеу», жудець Сату-Маре, на аналогічних автошляхах у напрямку Сату-Маре.
Вид пункту пропуску — автомобільний, залізничний. Статус пункту пропуску — міжнародний.
Характер перевезень — пасажирський, вантажний
Окрім радіологічного, митного та прикордонного контролю, автомобільний пункт пропуску «Дякове» може здійснювати санітарний, фітосанітарний, ветеринарний екологічний та контроль Служби міжнародних автомобільних перевезень.
Залізничний пункт пропуску «Дякове» може здійснювати санітарний, фітосанітарний, ветеринарний екологічний контроль.
Пункт пропуску «Дякове» входить до складу митного посту «Виноградів» Чопської митниці. Код автомобільного пункту пропуску — 30507 18 00 (11), залізничного — 30501 11 00 (12).